# C6orf141
C6orf141 (англ. Chromosome 6 open reading frame 141) – білок, який кодується однойменним геном, розташованим у людей на 6-й хромосомі. Довжина поліпептидного ланцюга білка становить 244 амінокислот, а молекулярна маса — 26 754.
| 10         |  | 20         |  | 30         |  | 40         |  | 50         |
| ---------- |  | ---------- |  | ---------- |  | ---------- |  | ---------- |
| MNDPFARMET |  | RGPQGAANPM |  | DSSRSLGDLG |  | PFPREVGRGA |  | PLAPGARNPA |
| TAGASRSQGG |  | GHEDRTADRA |  | LGPRAGEELD |  | RESWVREKVL |  | FLLHPERWLG |
| TRGDPAREEV |  | AGAEDLPHAG |  | GEDHGEEPNY |  | PSVFQRQKRI |  | SGRRVAPPRD |
| AADPPKYVLV |  | RVEDYQVTQE |  | VLQTSWAKGR |  | MTTRTEEHFV |  | TALTFRSSRE |
| GQPGERWGPA |  | ESRALQARTG |  | ASRVHAAGRR |  | VSPSPGTWLE |  | EIKL       |

A: Аланін

D: Аспарагінова кислота

E: Глутамінова кислота

F: Фенілаланін

G: Гліцин

H: Гістидин

I: Ізолейцин

K: Лізин

L: Лейцин

M: Метіонін

N: Аспарагін

P: Пролін

Q: Глутамін

R: Аргінін

S: Серин

T: Треонін

V: Валін

W: Триптофан